# ビリー・ザ・キッド (コープランド)
『ビリー・ザ・キッド』（Billy the Kid ）は、アーロン・コープランドが作曲したバレエ音楽。コープランドの1作目のバレエと思われがちだが、1932年に『グローグ』（舞踏交響曲の原型）を作曲しているため、厳密には2作目に当たる。

## 概要
アメリカン・バレエ・キャラヴァンの主宰者リンカーン・カースティンの依頼で1938年に作曲された。まずバレエ版の初演が1938年10月、シカゴのオペラハウスで演奏され、その後ウィリアム・スタインバーグ指揮NBC交響楽団により組曲版の初演が行われた。

## 楽器編成
- フルート2
- ピッコロ1
- オーボエ2
- クラリネット（B♭）2
- ファゴット2
- ホルン4
- トランペット3
- トロンボーン3
- チューバ1
- ティンパニ
- パーカッション5（グロッケンシュピール、シロフォン、シンバル、スレイベル、トライアングル、ギロ、ウッドブロック、テンプルブロック、むち、バスドラム、スネアドラム、ティン・ホイッスル）
- ハープ
- ピアノ
- 弦五部

ティン・ホイッスルは、舞台で演じられる時のみ使用（「開拓者の町の踊り」の最初に出る笛）。

## 演奏時間
組曲版は約20分。

## 構成
実在した西部開拓時代のアウトロー、ビリー・ザ・キッド（1859年 - 1881年）の生涯を描いている。ただし半ば伝説化したエピソードに基づいており、歴史的事実とは異なる部分もある。
序奏：涯しない大平原（Introduction - The open Prairie）
3/4拍子の、ゆるやかで荘厳な音楽により舞台の幕が開く。19世紀後半、アメリカ西部劇時代のプレーリーである。
開拓者の町の踊り（Street in a Frontier Town - Mexican Dance and Finale）
開拓者の町の様子が描かれる。6つの曲が接続曲的に演奏される。テンポの速い5/8拍子の部分はメキシコ娘の踊りである。
町にやってきた12歳のビリーは、ならず者によって殺された母親の仇を討ち、アウトローとしての人生を歩み始めた。
夜のカルタ遊び（Prairie Night (Card game at night)）
星空の下、ビリーと仲間たちが静かにトランプに興じている。変イ長調のノクターンである。弱音器をつけた弦楽器を背景にトランペットのソロが旋律を歌う。
拳銃の戦い（Gun battle）
ビリーのかつての友人であった保安官パット・ギャレットが率いる捜査隊との激しい銃の打ち合い。
ピアノが打楽器的に用いられ、ティンパニや低音楽器と共に銃声を表現する。
ビリー逮捕後の祝賀会（Celebration (after Billy's caputure)）
関係者が祝杯をあげる。嬰ハ長調のベースラインの上にハ長調の旋律が奏でられるなど、複調の手法が用いられている。
ビリーは牢獄につながれるが、"伝説的な"脱獄に成功し逃亡する。
ビリーの死（Billy's Death）
逃避行の途中、砂漠で休んでいたビリーはパット・ギャレットに発見され銃殺される。音楽は弦楽器中心のト長調の美しいコラールである。
再び、涯しない大平原（The Open Prairie again）
大平原に始まった物語は大平原に終わる。